# Areae
Areae es una tribu de plantas con flores de la familia Araceae. Tiene los siguientes géneros:

## Géneros
- Arum L.
- Biarum Schott
- Calyptrocoryne Schott = Theriophonum Blume
- Dracunculus Mill.
- Eminium (Blume) Schott
- Gymnomesium Schott = Arum L.
- Helicodiceros Schott
- Helicophyllum Schott = Eminium (Blume) Schott
- Jaimenostia Guinea & Gómez Mor.= Typhonium Schott
- Lazarum A. Hay = Typhonium Schott
- Pauella Ramam. & Sebastine = Theriophonum Blume
- Sauromatum Schott ~ Typhonium Schott
- Theriophonum Blume
- Typhonium Schott